# Wietrznice
Wietrznice (534 m) – szczyt w Gorcach, znajdujący się w zakończeniu długiego, wschodniego grzbietu Gorca, który poprzez Lelonek, przełęcz Wierchmłynne, Zdzar, Goły Wierch, Kopiec, Konia, Tworogi i Wietrznice ciągnie się aż do Dunajca.
Znajdujące się w zakończeniu grzbietu Wietrznice z trzech stron opływane są przez rzeki: od południa jest to Ochotnica, od północy Kamienica, od wschodu Dunajec, który w tym miejscu dokonał swojego kolejnego przełomu między Gorcami (Wietrznice) a Beskidem Sądeckim (Sobel Zarzecki). Między zachodnim podnóżem Wietrznic a Dunajcem prowadzi droga wojewódzka nr 969. Stoki i grzbiet Wietrznic częściowo porośnięte są lasem, częściowo pokryte polami uprawnymi i zabudowaniami. Nie prowadzi przez nie żaden szlak turystyczny.
Wietrznice znajdują się w granicach wsi Zabrzeż w województwie małopolskim, w powiecie nowosądeckim, w gminie Łącko.